# Kota Suzuki
Kota Suzuki (鈴木 厚太 Suzuki Kota?), född 2 maj 1997 i Shizuoka prefektur, är en japansk fotbollsspelare.
Suzuki började sin karriär 2020 i Azul Claro Numazu.